# Natalie Alyn Lind
Pour les articles homonymes, voir Lind.
Natalie Alyn Lind, née le 21 juin 1999 dans l'Illinois, est une actrice américaine. 
Fille de l'actrice Barbara Alyn Woods, c'est par les rôles récurrents qu'elle incarne dans la sitcom Les Goldberg (2013-2017) et dans la série dramatique Gotham (2015) qu'elle se fait remarquer.
Elle est ensuite à l'affiche de la série fantastique The Gifted (2017-2019) basée sur l'univers des X-Men et de la série Tell Me a Story (2019-2020).

## Biographie

### Enfance
Natalie est la fille de John Lind, un producteur, et de l'actrice Barbara Alyn Woods.
Elle a deux sœurs cadettes, Emily (née en 2002) et Alyvia (née en 2007) qui sont elles-mêmes actrices.

### Carrière

#### Débuts et seconds rôles
En 2006, Natalie fait ses débuts à la télévision dans un épisode de la série télévisée Les Frères Scott, dans laquelle joue aussi sa mère. 
Elle apparaît ensuite dans plusieurs séries, le temps d'un épisode, telles que American Wives, Esprits criminels, iCarly, Les Sorciers de Waverly Place, et Flashpoint. 
En 2010, elle joue dans son premier téléfilm Une lueur d'espoir de Robert Harmon. Ce drame est notamment porté par Sam Elliott, John Corbett et Sarah Paulson. La même année, elle apparaît dans la comédie Kaboom de Gregg Araki mais dans un rôle mineur et non crédité. 
En 2012, elle joue aux côtés de Marguerite Moreau pour le thriller Playdate.
L'année suivante, elle signe pour son premier rôle récurrent dans la sitcom Les Goldberg du réseau ABC. Elle incarne Dana Caldwell, la petite-amie de l'un des protagonistes principaux. 

#### Passage au premier plan progressif

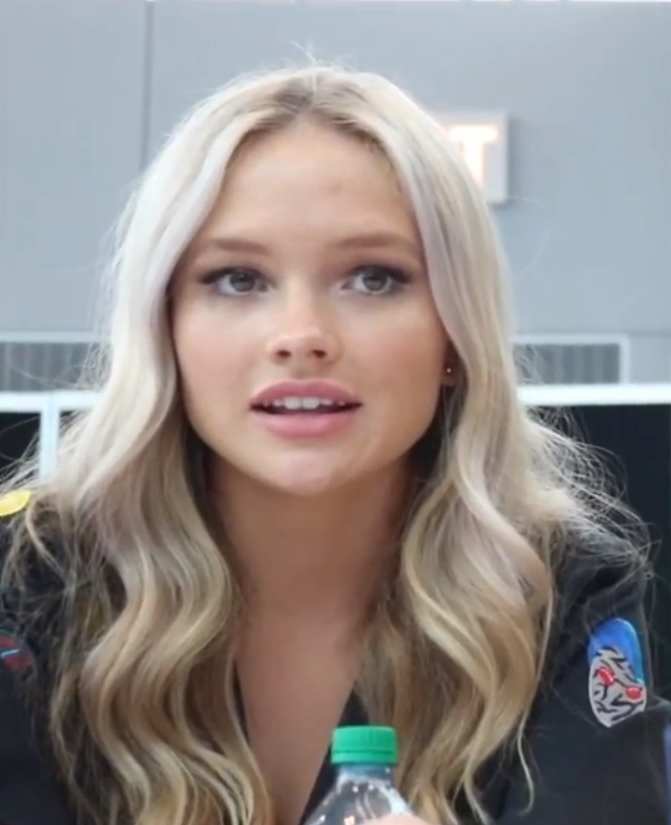
Au New York Comic Con 2017 pour la promotion de la série télévisée The Gifted.

En 2015, elle rejoint la saison 2 de Gotham pour incarner Silver St. Cloud qui fait face à David Mazouz et Camren Bicondova. Elle joue, à nouveau, les guest star le temps d'apparition dans Chicago Fire et IZombie avant de décrocher, enfin un premier rôle. 
En effet, en 2017, elle rejoint la distribution principale de The Gifted, une série produite par Marvel Television, basée sur l'univers des X-Men. Cette série est liée à la série de films, comme la série Legion. L'épisode pilote fut notamment réalisé par Bryan Singer. La série rencontre son public et est rapidement renouvelée. 
Grâce au rôle de Lauren Strucker, elle décroche sa première citation pour une cérémonie de remise de prix, en étant proposée pour le Young Artist Awards de la meilleure jeune actrice dans une série télévisée.
En 2019, la FOX décide d'annuler The Gifted au bout de deux saisons. Elle rebondit rapidement en rejoignant la distribution régulière de la série horrifique Tell Me a Story de Kevin Williamson, à partir de la seconde saison,,. Et en faisant son retour en tant que guest-star dans la série Les Goldberg.  
Puis, elle rejoint la nouvelle série policière de David Edward Kelley pour le réseau ABC, The Big Sky, aux côtés de Katheryn Winnick et Ryan Phillippe.  

## Filmographie

### Cinéma
- 2010 : Blood Done Sign My Name de Jeb Stuart : Boo Tyson
- 2010 : Kaboom de Gregg Araki : Cult Victim (non créditée)
- 2014 : Mockingbird de Bryan Bertino : une amie de Jacob
- 2023 : Simetierre : Aux origines du mal (Pet Sematary: Bloodlines) de Lindsey Beer : Norma

### Télévision

#### Téléfilms
- 2010 : Une lueur d'espoir de Robert Harmon : Grandniece / Pirate
- 2012 : Playdate d'Andrew C. Erin : Olive Valentine
- 2013 : Dear Dumb Diary de Kristin Hanggi : Claire Vanderhied

#### Séries télévisées
- 2006 : Les Frères Scott : Lily (1 épisode)
- 2008 : American Wives : Roxy, jeune (1 épisode)
- 2010 : Flashpoint : Alexis Sobol (1 épisode)
- 2010 : iCarly : Bree (1 épisode)
- 2010 : Esprits criminels : Kayla Bennett (1 épisode)
- 2011 : Les Sorciers de Waverly Place : Marisa (1 épisode)
- 2013 - 2020 : Les Goldberg : Dana Caldwell (26 épisodes)
- 2015 : First Murder : Daisy (1 épisode)
- 2015 : Gotham : Silver St. Cloud (saison 2, 7 épisodes)
- 2016 : Chicago Fire : Laurel (1 épisode)
- 2017 : iZombie : Winslow Sutcliffe (1 épisode)
- 2017-2019 : The Gifted : Lauren Strucker (rôle principal - 29 épisodes)
- 2019 : Daybreak : Mavis (guest - saison 1, épisode 7)
- 2019 - 2020 : Tell Me a Story : Ashley Rose Pruitt (10 épisodes)
- 2020 : Big Sky : Danielle Sullivan
- 2024 : Sugar : Rachel Kaye

## Distinctions
Sauf indication contraire ou complémentaire, les informations mentionnées dans cette section proviennent de la base de données IMDb.

### Nominations
- Young Artist Awards 2018 : meilleure performance par une jeune actrice dans une série télévisée pour The Gifted